# Farstastrandkyrkan
Farstastrandkyrkan ligger i Farsta strand i södra Stockholm och tillhör Farsta församling i Stockholms stift.

## Kyrkobyggnaden
Tegelbyggnaden uppfördes på 1960-talet och inhyste tidigare en Konsumbutik. Kyrkan invigdes söndagen den 31 augusti 1997 av biskop Henrik Svenungsson. Arkitekten var Göran Jansson. Mitt i byggnaden finns det åttakantiga kyrkorummet.

## Inventarier
Altaret, ambon, dopfunten och dopljusstaken är alla tillverkade efter ritningar av kyrkans arkitekt Göran Jansson.

### Fotnoter
1. ↑  ”Farstastrandkyrkan”. Svenska kyrkan. https://www.svenskakyrkan.se/farsta/farstastrandkyrkan. Läst 16 oktober 2017.